# Instytut Propagandy Sztuki
Instytut Propagandy Sztuki (IPS) – instytucja kultury działająca w latach 1930–1939 w Warszawie, utworzona z inicjatywy artystów i historyków sztuki w celu propagowania polskiej sztuki nowoczesnej.

## Historia i profil
Pierwsza siedziba IPS mieściła się w kamienicy Baryczków na Rynku Starego Miasta. W grudniu 1931 otwarto nowo wybudowany pawilon Instytutu przy ul. Królewskiej 13.
Instytut stanowił w momencie powołania opozycję wobec konserwatywnego Towarzystwa Zachęty Sztuk Pięknych. Profil IPS zmienił się nieco w drugiej połowie lat 30., kiedy obok działalności czysto wystawienniczej (organizacja tzw. Salonów IPS) zaczęto prowadzić również prace o charakterze naukowym, popularyzatorskim oraz dokumentacyjnym. Współzałożycielami i kolejnymi kierownikami Rady IPS byli: Władysław Skoczylas (1930), Wojciech Jastrzębowski (1931), Karol Stryjeński (1932), Bohdan Pniewski (1934–1935) i Juliusz Starzyński (1935–1939). Współtwórcami IPS byli również historyk sztuki i muzealnik Mieczysław Treter oraz popularyzator i krytyk sztuki Jerzy Warchałowski.

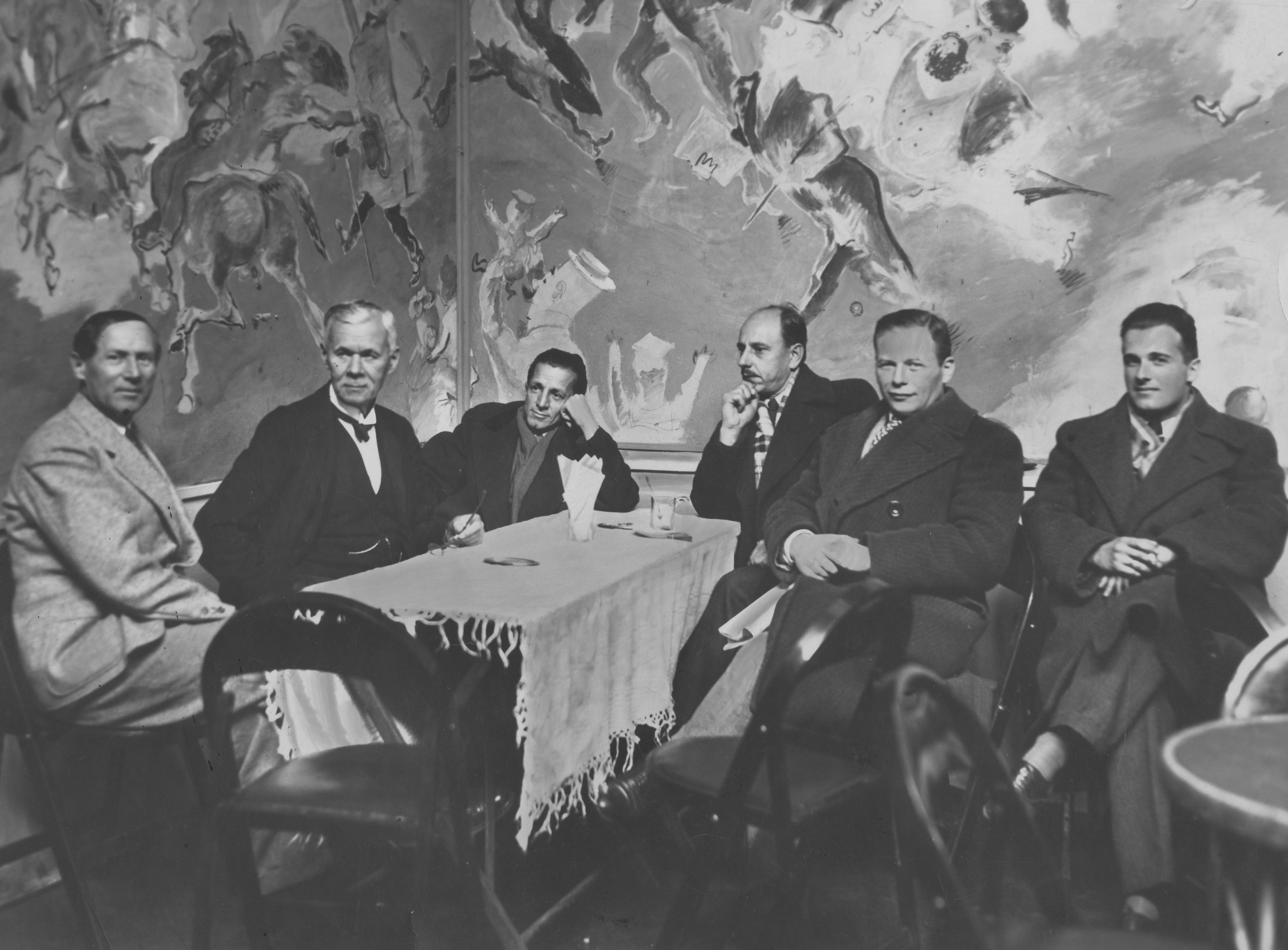
Grupa malarzy w kawiarni IPS, 1933. Od lewej: Alfred Terlecki, Ludomir Janowski, Henryk-Nowina Czerny, Edward Czerwiński, Aleksander Rafałowski i Maciej Nehring

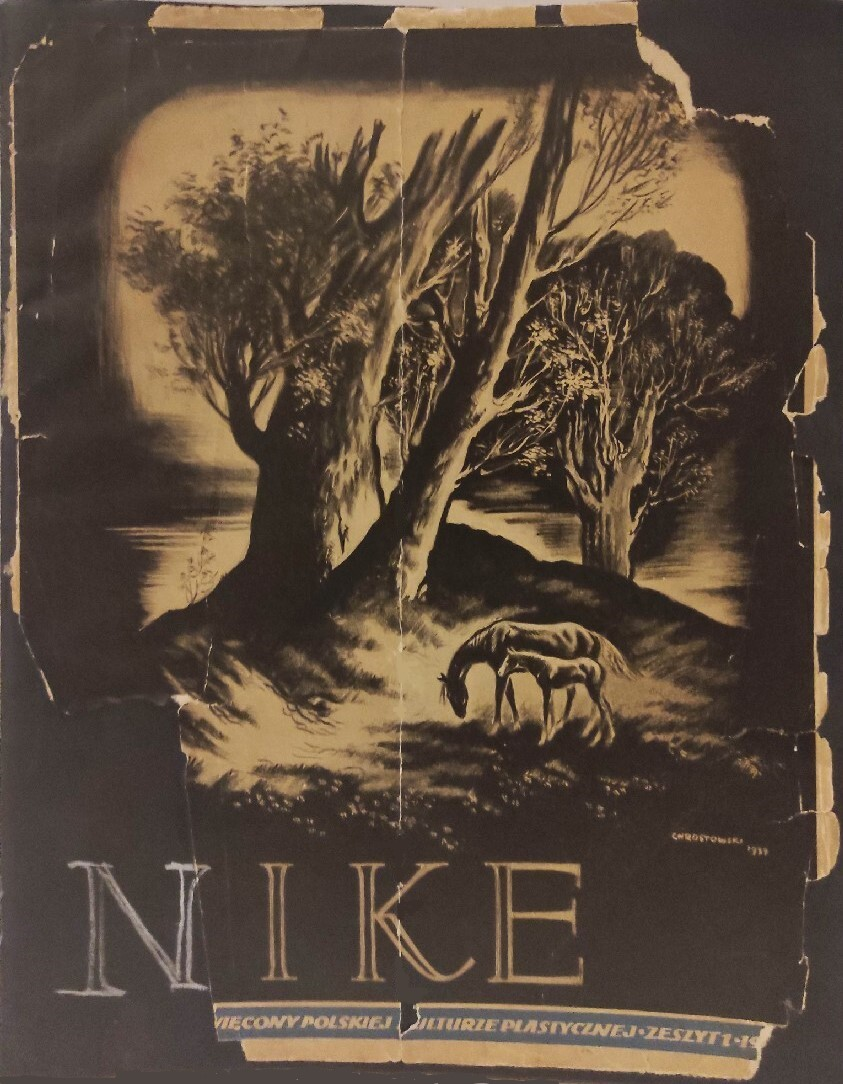
Okładka kwartalnika „Nike” (nr 1/1939) wydawanego przez IPS

Instytut pełnił również w przedwojennej Warszawie funkcję towarzyską. W pawilonie wystawienniczym IPS, z inicjatywy Stanisława Rzeckiego, utworzono kawiarnię, która stała się z czasem jednym z bardziej popularnych przez artystów – malarzy i poetów – lokali warszawskich. Od 1937 IPS wydawał kwartalnik „Nike”, redagowany przez Juliusza Starzyńskiego. Opracowanie graficzne czasopisma było dziełem Stanisława Ostoi-Chrostowskiego.
Do tradycji naukowej IPS odwołuje się Instytut Sztuki Polskiej Akademii Nauk. Obiema tymi placówkami kierował Juliusz Starzyński.

## Budynek
Obszerny budynek parterowy został zaprojektowany przez Karola Stryjeńskiego jako siedziba i pawilon wystawowy dla Instytutu Propagandy Sztuki. Do użytku oddano go w grudniu 1931. W gmachu mieściła się także kawiarnia oraz redakcja tygodnika „Wiadomości Literackie”. 
W 1935 fragment budynku ogarnął pożar. Prawdopodobnie jego skutkiem była rezygnacja z części witryn po prawej stronie wejścia głównego i przebudowa ich w przeciętnej wielkości okna. W okresie okupacji niemieckiej pawilon pełnił funkcję gospody dla żołnierzy wrogich armii. Uniknął zniszczenia w powstaniu warszawskim i podczas późniejszego wyburzania Warszawy przez Niemców. Został jedynie nieznacznie uszkodzony przez pociski. Ucierpiał także fragment budynku, sąsiadujący z Pałacem Kronenberga. Latem 1946 rozpoczął się remont gmachu z przeznaczeniem na Teatr Muzyczny Domu Żołnierza. Prace zakończyły się w lutym 1947. W 1955 pawilon stał się siedzibą Teatru Żydowskiego, który mieścił się w nim do 1970. Niedługo potem zaczęły się prace rozbiórkowe pod najbardziej luksusowy wówczas hotel Warszawy – „Victorię”.